# Tambala

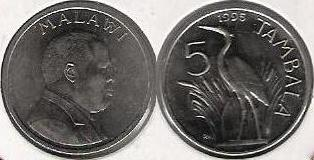
Awers i rewers monety 5 tambala

Tambala (język cziczewa kogut) – moneta zdawkowa używana w Malawi jako równowartość 1/100 kwachy malawijskiej.
Wprowadzona do obiegu podczas reformy monetarnej w 1971. Występowała w nominałach 1, 2, 5, 10, 20 i 50 tambali, jednak wskutek dewaluacji waluty praktycznie wyszła z obiegu, a ostatnią serię wybito w 2004 roku. Jednocześnie do 1986 nominał 50 tambala występował jako banknot, dopiero potem zaczął być monetą. W zależności od edycji i nominału monetę wybijano z brązu, stali z miedzią, stali z niklem, stali z mosiądzem, miedzi z niklem oraz miedzi z niklem i cynkiem.